# جيورجي بينس
جيورجي بينس (بالمجرية: Bence György)‏ هو فيلسوف مجري، ولد في 8 ديسمبر 1941 في بودابست في المجر، وتوفي بنفس المكان في 28 أكتوبر 2006.